# Chiesa di San Leonardo (Tenno)
La chiesa di San Leonardo è la parrocchiale a Pranzo, frazione di Tenno, appartenente alla Comunità Alto Garda e Ledro. Risale al XIV secolo.

## Storia

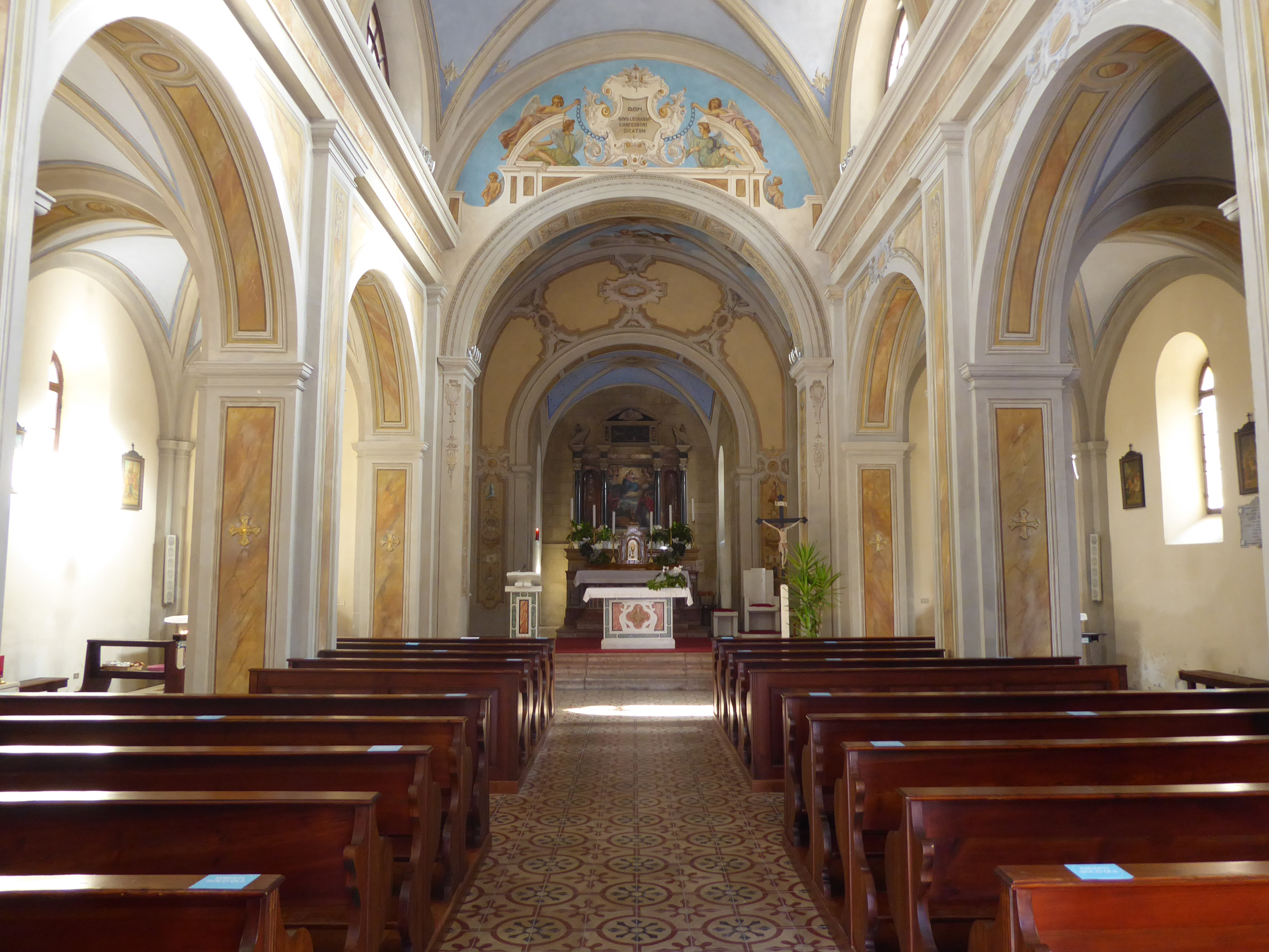
Interno

Nella località di Pranzo la chiesa esiste sin dall'anno 1336.
Attorno al 1580 probabilmente è stata completamente ricostruita e nuovi importanti lavori l'hanno interessata nella seconda metà del XIX secolo, con il rifacimento di alcune strutture.
Il presbiterio è stato decorato in tempi più recenti, nel XX secolo, e tale intervento ha interessato in particolare le paraste. Sempre all'inizio del secolo l'edificio è stato ampliato pur mantenendo inalterati sia il presbiterio sia la torre campanaria.
Le cerimonia solenne di consacrazione è stata celebrata nel 1912.